# The Asterisk War
The Asterisk War (jap. 学戦都市アスタリスク Gakusen toshi Asutarisuku) – seria light novel napisana przez Yū Miyazakiego i zilustrowana przez Okiurę, publikowana od września 2012 do czerwca 2022 nakładem wydawnictwa Media Factory pod imprintem MF Bunko J. Na jej podstawie powstała manga zilustrowana przez Ningen, która ukazywała się od maja 2013 do sierpnia 2016 w magazynie „Gekkan Comic Alive”.
Na podstawie light novel studio A-1 Pictures wyprodukowało serial anime, który emitowano od października do grudnia 2015. Drugi sezon był emitowany od kwietnia do czerwca 2016.

## Light novel
Seria ukazywała się od 25 września 2012 do 24 czerwca 2022 nakładem wydawnictwa Media Factory pod imprintem MF Bunko J. W Ameryce Północnej prawa do jej dystrybucji nabyło wydawnictwo Yen Press.
| Nr | Data wydania (język japoński) | ISBN (język japoński)  |
| -- | ----------------------------- | ---------------------- |
| 1  | 25 września 2012              | ISBN 978-4-04-066697-6 |
| 2  | 25 stycznia 2013              | ISBN 978-4-04-066698-3 |
| 3  | 24 maja 2013                  | ISBN 978-4-04-067093-5 |
| 4  | 25 września 2013              | ISBN 978-4-84-015417-8 |
| 5  | 25 marca 2014                 | ISBN 978-4-04-066311-1 |
| 6  | 25 czerwca 2014               | ISBN 978-4-04-066779-9 |
| 7  | 25 listopada 2014             | ISBN 978-4-04-067168-0 |
| 8  | 25 maja 2015                  | ISBN 978-4-04-067609-8 |
| 9  | 25 września 2015              | ISBN 978-4-04-067779-8 |
| 10 | 25 marca 2016                 | ISBN 978-4-04-068033-0 |
| 11 | 25 sierpnia 2016              | ISBN 978-4-04-068415-4 |
| 12 | 25 sierpnia 2017              | ISBN 978-4-04-069337-8 |
| 13 | 24 marca 2018                 | ISBN 978-4-04-069613-3 |
| 14 | 25 kwietnia 2018              | ISBN 978-4-04-069614-0 |
| 15 | 25 grudnia 2019               | ISBN 978-4-04-064009-9 |
| 16 | 25 listopada 2021             | ISBN 978-4-04-064805-7 |
| 17 | 24 czerwca 2022               | ISBN 978-4-04-064870-5 |

Spin-off, zatytułowany Gakusen toshi Asterisk gaiden: Queenvale no tsubasa, był wydawany od 25 kwietnia 2016 do 25 kwietnia 2019.
| Nr | Data wydania (język japoński) | ISBN (język japoński)  |
| -- | ----------------------------- | ---------------------- |
| 1  | 25 kwietnia 2016              | ISBN 978-4-04-068316-4 |
| 2  | 25 marca 2017                 | ISBN 978-4-04-068771-1 |
| 3  | 25 kwietnia 2019              | ISBN 978-4-04-065243-6 |

## Manga
Seria została zaadaptowana na mangę zilustrowaną przez Ningen, która publikowana była 27 maja 2013 do 27 sierpnia 2016. Została zebrana w 5 tankōbonach, wydanych między 22 lutego 2014 a 23 września 2016. Angielski przekład ukazał się nakładem wydawnictwa Yen Press.
| Nr | Data wydania (język japoński) | ISBN (język japoński)  |
| -- | ----------------------------- | ---------------------- |
| 1  | 22 lutego 2014                | ISBN 978-4-04-066274-9 |
| 2  | 22 listopada 2014             | ISBN 978-4-04-066274-9 |
| 3  | 19 września 2015              | ISBN 978-4-04-067805-4 |
| 4  | 23 marca 2016                 | ISBN 978-4-04-068222-8 |
| 5  | 23 września 2016              | ISBN 978-4-04-068548-9 |

## Anime
Adaptacja w formie telewizyjnego serialu anime została zapowiedziana 3 kwietnia 2015. Seria została wyprodukowana przez studio A-1 Pictures, za reżyserię odpowiadali zaś Manabu Ono i Kenji Seto. Anime było emitowane od 3 października do 19 grudnia 2015. Emisja drugiego sezonu rozpoczęła się 2 kwietnia i zakończyła 18 czerwca 2016. W Polsce serial był dostępny za pośrednictwem platformy Netflix.

### Ścieżka dźwiękowa
| Nr             | Tytuł                  | Wykonawcy        | Źródło   |
| Czołówka       | Czołówka               | Czołówka         | Czołówka |
| -------------- | ---------------------- | ---------------- | -------- |
| 1              | „Brand-new world”      | Shiena Nishizawa | [ 33 ]   |
| 2              | „The Asterisk War”     | Shiena Nishizawa | [ 34 ]   |
| Napisy końcowe |                        |                  |          |
| 1              | „Waiting for the rain” | Maaya Sakamoto   | [ 35 ]   |
| 2              | „Ai no uta”            | Haruka Chisuga   | [ 36 ]   |

### Lista odcinków
| №  | Tytuł                                                   | Premiera             |
| -- | ------------------------------------------------------- | -------------------- |
| 1  | Ognista wiedźma Kaen no majo (華焔の魔女)               | 3 października 2015  |
| 2  | Ser Veresta Seru Beresuta (セル ベレスタ)               | 10 października 2015 |
| 3  | Wczasy dla dwojga Futari no kyūjitsu (二人の休日)       | 17 października 2015 |
| 4  | Zerwane okowy Tokihanata reshi mono (解き放たれし者)    | 24 października 2015 |
| 5  | Błyskawica Shippūjinrai (疾風刃雷)                      | 31 października 2015 |
| 6  | Jej prawdziwe oblicze Sugao no shōjo (素顔の少女)       | 7 listopada 2015     |
| 7  | Decyzje i pojedynki Ketsui to kettō (決意と決闘)        | 14 listopada 2015    |
| 8  | Wczasy dla dwojga 2 Futari no kyūjitsu ni (二人の休日②) | 21 listopada 2015    |
| 9  | Festa Feniksa Fenikusu (鳳凰星武祭)                     | 28 listopada 2015    |
| 10 | Lamirexia Ramirekushia (吸血暴姫)                       | 5 grudnia 2015       |
| 11 | Cena potęgi Chikara to daishō (力と代償)                | 12 grudnia 2015      |
| 12 | Gravi-Sheath Guravishīzu (グラヴィシーズ)               | 19 grudnia 2015      |
| 13 | Objawiona Banyū tenra (有天羅万)                        | 2 kwietnia 2016      |
| 14 | Tyran Akuratsu no ō (悪辣の王)                          | 9 kwietnia 2016      |
| 15 | Za zasłoną wspomnień Tsuioku tōha (追憶闘破)            | 16 kwietnia 2016     |
| 16 | Bez odwrotu Yuzurenu omoi (譲れぬ想い)                  | 23 kwietnia 2016     |
| 17 | Intryga tyrana Akuratsu no kuri-ito (悪辣の繰り糸)      | 30 kwietnia 2016     |
| 18 | Po omacku Honsō (奔走)                                  | 7 maja 2016          |
| 19 | Pieśń bitewna Senritsu (戦律)                           | 14 maja 2016         |
| 20 | Finał Feniksa Fenikusu kessen (覇凰決戦)                | 21 maja 2016         |
| 21 | Zwycięstwo Kecchaku (決着)                              | 28 maja 2016         |
| 22 | Lieseltania Rīzerutania (リーゼルタニア)                | 4 czerwca 2016       |
| 23 | Erenshkigal Kodoku no majo (孤毒の魔女)                 | 11 czerwca 2016      |
| 24 | Pojednanie Saikai (再会)                                | 18 czerwca 2016      |

## Gra komputerowa
Na podstawie serii powstała gra komputerowa, wyprodukowana przez studio Bandai Namco Games, zatytułowana The Asterisk War: Houka Kenran. Produkcja ukazała się w Japonii 28 stycznia 2016 na platformie PlayStation Vita.